# براندان ناش
براندان نـاش (14 ديسمبر 1977 في أستراليا - ) (بالإنجليزية: Brendan Nash) هو لاعب كريكت أسترالي. شارك مع منتخب الهند الغربية للكريكت ومنتخب جامايكا الوطني للكريكت. أما مع النوادي، فقد لعب مع Kent County Cricket Club ‏ وفريق كوينسلاند للكريكت ‏.

## وصلات خارجية
- براندان نـاش على موقع إي آس بي آن كريك إنفو (الإنجليزية)